# Paillencourt
Paillencourt je francouzská obec v departementu Nord v regionu Hauts-de-France. Žije zde přibližně 1 000 obyvatel.

## Geografie

### Sousední obce
| Růžice kompasu |             | Wasnes-au-Bac | Wavrechain-sous-Faulx | Růžice kompasu |
| Růžice kompasu | Hem-Lenglet | Sever         | Bouchain Estrun       | Růžice kompasu |
| Růžice kompasu | Hem-Lenglet | Paillencourt  | Bouchain Estrun       | Růžice kompasu |
| Růžice kompasu | Hem-Lenglet | Jih           | Bouchain Estrun       | Růžice kompasu |
| Růžice kompasu | Bantigny    | Thun-l'Évêque |                       | Růžice kompasu |